# 达维德·拉马
达维德·拉马（義大利語：Davide Lamma，1976年4月23日—），生于博洛尼亚，意大利男子篮球运动员。他曾代表意大利国家队参加2003年国际篮联欧洲锦标赛，获得铜牌。